# Osiec korówkowy

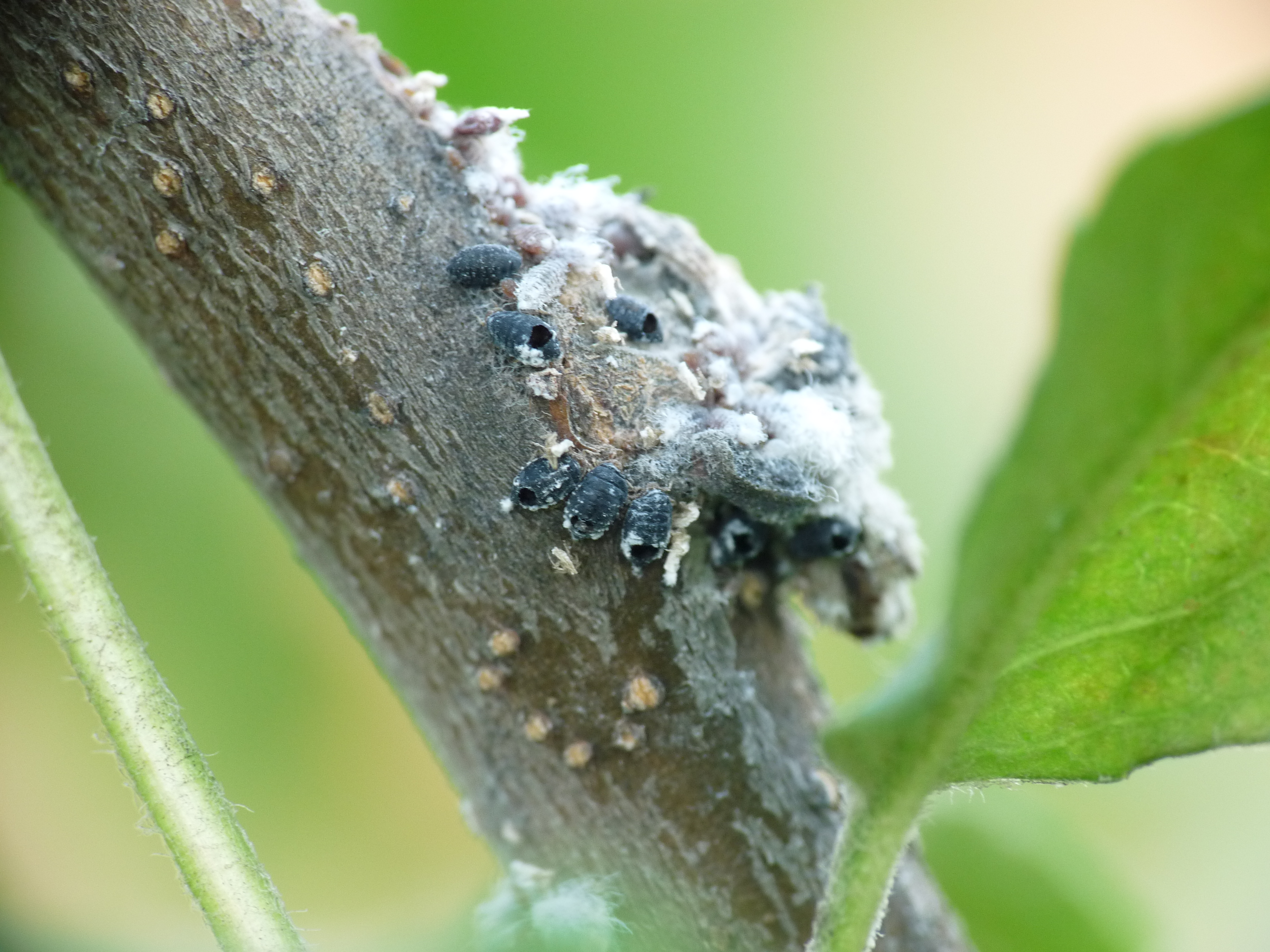

Osiec korówkowy (Aphelinus mali) – gatunek błonkówki z rodziny oścowatych i podrodziny Aphelininae.

## Opis
Ciało długości około 1,5 lub 2 mm, czarne z żółtym pasem z przodu odwłoka. Nogi długie, ciemnej barwy, przednie golenie, oraz biodra tylnych nóg (trzeciej pary) są żółtawe. Skrzydła szkliste, tęczowo mieniące się, o silnie zredukowanym użyłkowaniu. Larwa długości około 1,5mm.

## Biologia
Błonkówka ta jest parazytoidem monofagicznym bawełnicy korówki (Eriosoma lanigerum) lub oligofagicznym rodzaju Eriosoma, należącego do mszyc. Samica składa jaja do ciała mszycy, przebijając jej odwłok pokładełkiem. Larwa żeruje wewnątrz żywiciela, a po jego śmierci przepoczwarcza się, nie opuszczając jego ciała. Imagines wygryzają się przez jego ciało jako zdolne do rozrodu. Cykl życiowy trwa 19 do 43 dni, a w ciągu roku pojawia się 5 do 8 pokoleń.

## Rozprzestrzenienie i znaczenie
Tereny naturalnego występowania tego ośca znajdują się w Ameryce Północnej. W związku z jego, odkrytą już pod koniec XIX wieku, skutecznością w zwalczaniu szkodliwej dla sadów bawełnicy korówki, został on celowo introdukowany do Europy, a także Afryki Południowej, Nowej Zelandii, Urugwaju, Brazylii i Argentyny. Do Polski trafił po raz pierwszy w 1923 roku.